# Большекузнечковское сельское поселение
Большекузне́чковское се́льское поселе́ние — упразднённое муниципальное образование в составе Кувшиновского района Тверской области России.
Административный центр — деревня Большое Кузнечково.
Образовано в 2005 году, включило в себя территорию Большекузнечковского сельского округа.
Законом Тверской области от 17 декабря 2015 года № 119-ЗО, были преобразованы, путём их объединения, Тысяцкое, Большекузнечковское, Борзынское и Пеньское сельские поселения — в Тысяцкое сельское поселение.

## Географические данные
- Общая площадь: 85,3 км²
- Нахождение: восточная часть Кувшиновского района.
  - Граничит:
    - на севере — с Пеньским СП,
    - на востоке — с Торжокским районом, Рудниковское СП,
    - на юге — с Пречисто-Каменским СП и Тысяцким СП.

Основная река — Таложенка.

## Экономика
Основное сельхозпредприятие — колхоз «Воход».

## Население
По переписи 2002 года — 368 человек, на 01.01.2008 — 378 человек.

## Населённые пункты
В состав поселения входили следующие населённые пункты:
| №  | Тип нп | Название           | Население (2008 год) |
| -- | ------ | ------------------ | -------------------- |
| 1  | дер.   | Большое Кузнечково | 161                  |
| 2  | дер.   | Велеможье          | 41                   |
| 3  | дер.   | Володово           | 0                    |
| 4  | дер.   | Глазачево          | 0                    |
| 5  | дер.   | Доронкино          | 0                    |
| 6  | дер.   | Жегини             | 0                    |
| 7  | дер.   | Кашуево            | 6                    |
| 8  | дер.   | Колбасино          | 8                    |
| 9  | дер.   | Кунино             | 39                   |
| 10 | дер.   | Максимково         | 5                    |
| 11 | дер.   | Ново               | 66                   |
| 12 | дер.   | Тавруево           | 26                   |
| 13 | дер.   | Ульяново           | 24                   |
| 14 | дер.   | Яколицы            | 1                    |

### Бывшие населённые пункты
На территории поселения исчезли деревни Комлево, Малое Кузнечково, Потнино, а также хутора Васильки, Сосновка и другие.

Древний погост Баранья Гора объединен с деревней Кунино. Некоторое время объединённое селение называлось село Баранья Гора.

## История
В XI—XIV вв. территория поселения относилась к Новгородской земле и составляла часть «городовой волости» города Торжка.
В XV веке присоединена к Великому княжеству Московскому.
- После реформ Петра I территория поселения входила:
  - в 1708—1727 гг. в Санкт-Петербургскую (Ингерманляндскую 1708—1710 гг.) губернию, Тверскую провинцию,
  - в 1727—1775 гг. в Новгородскую губернию, Тверскую провинцию,
  - в 1775—1796 гг. в Тверское наместничество, Новоторжский уезд,
  - в 1796—1929 гг. в Тверскую губернию, Новоторжский уезд,
  - в 1929—1935 гг. в Западную область, Каменский район,
  - в 1935—1963 гг. в Калининскую область, Каменский район,
  - в 1963—1965 гг. в Калининскую область, Торжокский район,
  - в 1965—1990 гг. в Калининскую область, Кувшиновский район,
  - с 1990 в Тверскую область, Кувшиновский район.

В середине XIX-начале XX века деревни поселения относились к Бараньегорской волости Новоторжского уезда.

## Известные люди
В деревне Большое Кузнечково провёл детство и юность (а по некоторым данным и родился) Василий Иванович Раков, лётчик, дважды Герой Советского Союза, генерал-майор авиации (1949). Автор книг: «Крылья над морем», «Над морем и сушей», «В авиации — моя жизнь».

 В деревне Володово родилась Герой Советского Союза Анна Александровна Тимофеева (Егорова), лётчик-штурмовик в годы Великой Отечественной войны.